# Psihološko propagandni komplet M-91
Psihološko propagandni komplet M-91 är det tredje studioalbumet från den montenegrinska sångaren Rambo Amadeus. Det släpptes år 1991 och innehåller 10 låtar.

## Låtlista

### A-sida
1. "Smrt popa Mila Jovovića"
2. "Abvgd"
3. "Jemo voli jem"
4. "Mirko pazi mozak (Nikad robom)"
5. "Zdravo damo"

### B-sida
1. "Inspektor Nagib"
2. "Ja"
3. "Vrijeme teče"
4. "Halid Invalid Hari"
5. "Prijatelju, prijatelju"